# Schöcklkalk

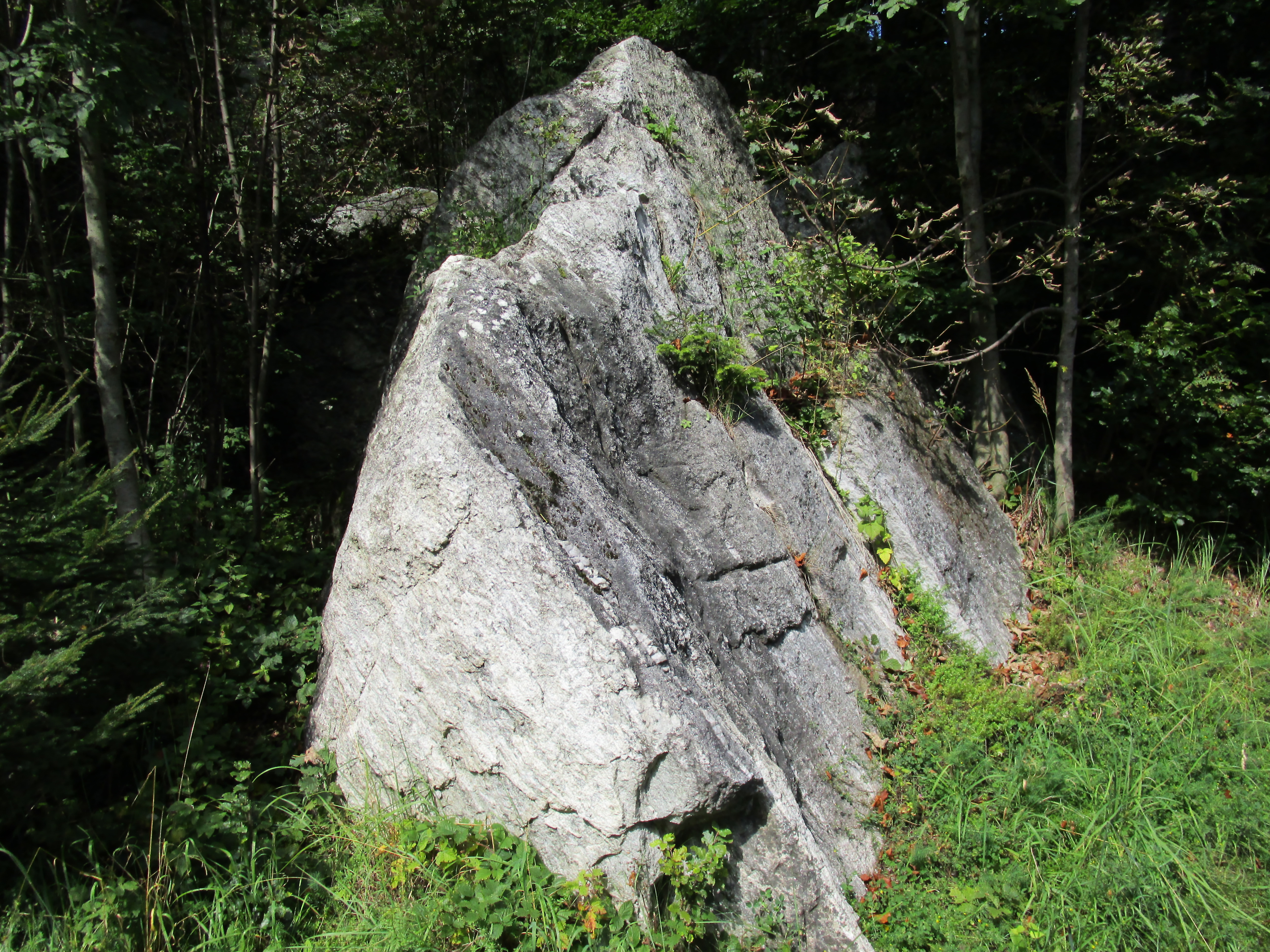
Block aus Schöcklkalk (bei Sankt Radegund bei Graz)

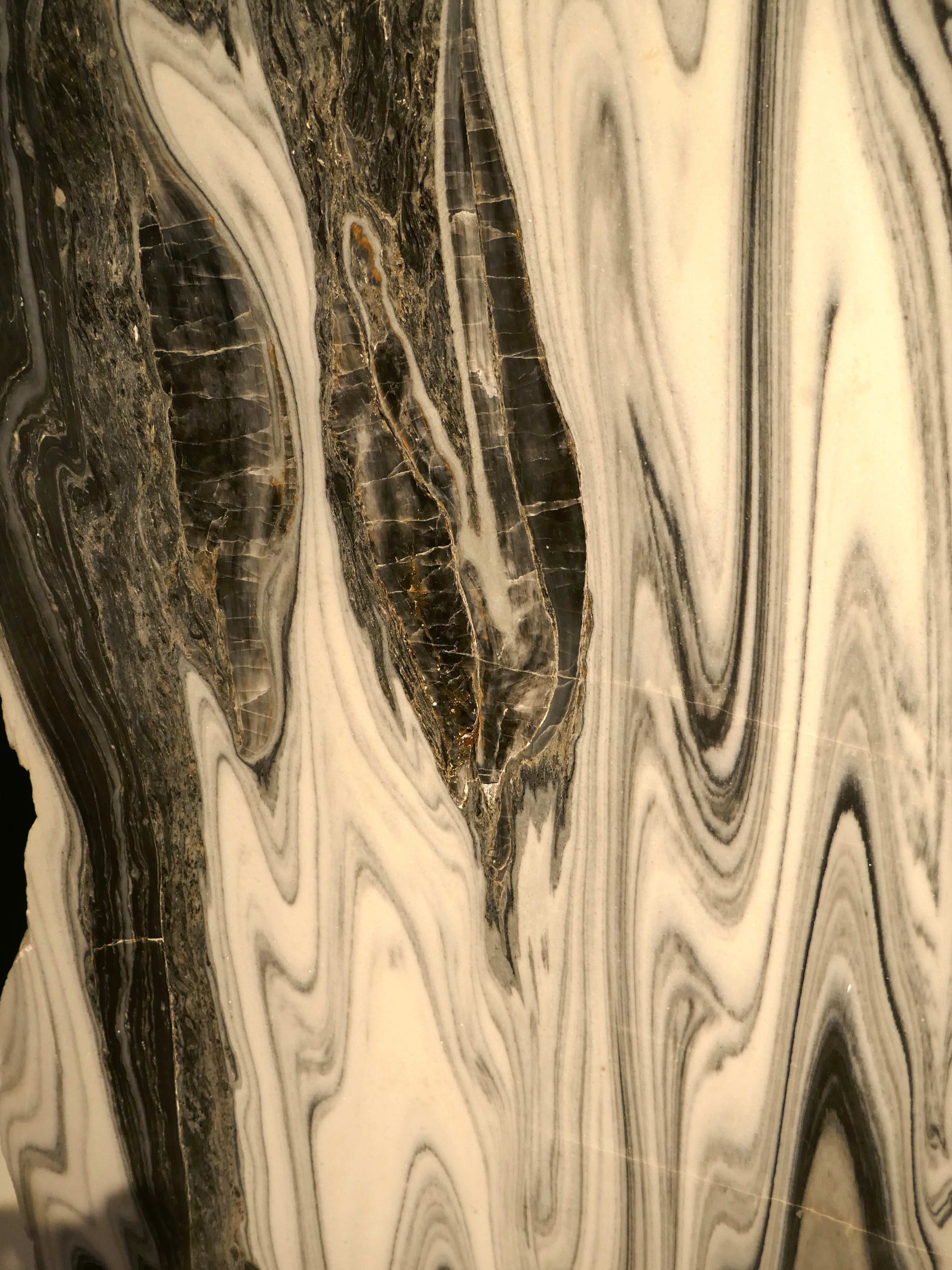
Polierter Schöcklkalk, Naturkundemuseum Graz

Der Schöcklkalk ist ein im Devon entstandener, metamorpher Kalk, der überwiegend im Gebiet um den Schöckl anzutreffen ist.

## Beschreibung
Schöcklkalk besteht aus rund 55 % Calciumoxid und rund 44 % Kohlenstoffdioxid. Aufgrund des hohen Karbonatgehaltes ist der Kalkstein äußerst verkarstungsfähig, was die zahlreichen Höhlen und viele andere Karsterscheinungen in der Raab- und Weizklamm belegen. Er weist eine ausgeprägte Schichtung auf, später wurde er aufgefaltet und dabei durch große Drücke einer Metamorphose unterzogen, bei der auch die letzten Fossilien aus dem Gestein verschwanden und der Kalk zu einem reinen, stark metamorph überprägten Kalk wurde, der fast als Marmor bezeichnet werden kann.
Durch die Auffaltung konnten sich im damaligen Grundwasserbereich, dem heutigen Hochstradner-Niveau (ca. 700 m Seehöhe), zahlreiche Höhlen und Klammen bilden.